# Stazione di Cavi
Stazione di Cavi vasútállomás Olaszországban, Lavagna település Cavi frazionéjában.

## Vasútvonalak
Az állomást az alábbi vasútvonalak érintik:
- Pisa–La Spezia–Genova-vasútvonal

## Kapcsolódó állomások
A vasútállomáshoz az alábbi állomások vannak a legközelebb:
- Stazione di Lavagna
- Stazione di Sestri Levante
- Sestri Levante old railway station